# Toegangshek Vondelpark (P.C. Hooftstraat)
Het Toegangshek Vondelpark (P.C. Hooftstraat) is een artistiek kunstwerk in Amsterdam-Zuid.
Het Vondelpark kent diverse ingangen. Deze zijn aangebracht in de loop der jaren. Van alle toegangen zijn er zes tot rijksmonument verklaard, waarbij de toegang aan de Stadhouderskade een aparte status kreeg. De andere vijf, aan de P.C. Hooftstraat, Roemer Visscherstraat, Vondelstraat bij nummer 120, Vondelstraat bij nummer 164 en Koninginneweg zijn samen onder een monument zijn begrepen. Het hekwerk P.C. Hooftstraat staat aan het westelijk eind van die straat bij huisnummer 183, een gemeentelijk monument; de straat loopt hier dood voor gemotoriseerd verkeer; voetgangers, fietsers (en eventuele nooddiensten) kunnen het park in.
De hekwerken bestaan volgens het monumentenregister uit ijzeren hekpijlers, die van het ijzeren basement gedecoreerd en gecanneleerd zijn. De pijlers zijn afgewerkt met leeuwenkoppen, acanthusmotieven, en puntvormige bekroningen. Deze pijlers zijn dragers van openslaande hekwerken, die eenzelfde mate van decoratie hebben. Ze zijn in 1996 tot monument verklaard vanwege hun typologische waarde en hun belang binnen nog gave onderdelen van het park.
Dit geldt overigens niet voor dit gehele hekwerk; een van de pijlers mist de onderste decoratie. 